# Hinjinne u sara kaca
Hinjinne u sara kaca is het volkslied van Djibouti. Het is aangesteld bij de onafhankelijkheid. De tekst is gemaakt door Aden Elmi en de muziek door Aden Robleh.

## Somalischetekst
Hinjinne u sara kaca
Calankaan harraad iyo
Haydaar u mudateen.
Hir cagaarku qariyayiyo
Habkay samadu tahayoo
Xiddig dhi igleh hoorshoo
Caddaan lagu hadheeyaay.
Onafhankelijke staten: Algerije · Angola · Benin · Botswana · Burkina Faso · Burundi · Centraal-Afrikaanse Republiek · Comoren · Congo-Brazzaville · Congo-Kinshasa · Djibouti · Egypte · Equatoriaal-Guinea · Eritrea · Ethiopië · Gabon · Gambia · Ghana · Guinee · Guinee-Bissau · Ivoorkust · Kaapverdië · Kameroen · Kenia · Lesotho · Liberia · Libië · Madagaskar · Malawi · Mali · Marokko · Mauritanië · Mauritius · Marokko · Mozambique · Namibië · Niger · Nigeria · Oeganda · Rwanda · Sao Tomé en Principe · Senegal · Seychellen · Sierra Leone · Somalië · Soedan · Swaziland · Tanzania · Tsjaad · Togo · Tunesië · Zambia · Zimbabwe · Zuid-Afrika · Zuid-Soedan
Niet algemeen erkende landen: Somaliland · Westelijke Sahara
Afhankelijke gebieden: Mayotte · Réunion (onofficieel) · Saint Helena, Ascension and Tristan da Cunha (onofficieel)